# Слоукор
Слоуко́р (англ. Slowcore), также известный как сэдко́р (англ. sadcore), — поджанр инди-рока, характеризующийся замедленными темпами, минималистской инструментовкой и грустными вокальными партиями. Cлоукор включает в себя разнообразные влияния, как, например, фолк-рок, альтернативный рок и дрим-поп. В результате этих контрастных стилистических направлений нет четкой характеристики жанра.
История слоукора началась в конце 1980-х годов, когда несколько групп сформировались в ответ на абразивные звуки гранжа. Медленная рок-музыка с задумчивым стилем, вдохновленная такими жанрами, как авторская песня и фолк, заложила основу жанра в ранние годы и до середины 1990-х годов, когда Low сыграли ключевую роль в становлении слоукора как одного из микрожанров эпохи; однако, несмотря на их ретроспективное признание как первопроходцев слоукора, Low не были первой группой, создавшей слоукор. Codeine, Red House Painters, Bedhead, Chokebore и Come выпустили влиятельные альбомы в начале 1990-х, в то время как American Music Club — широко считающаяся первой группой жанра — образовалась в 1982 году. Несмотря на это, мягкий и сдержанный звук дебютного альбома I Could Live in Hope (1994) группы Low и их альбомов, последовавших в течение следующих нескольких лет, стали определять звучание слоукора. Spain, Duster, Ida, Sophia и The American Analog Set среди прочих, последовали за Low и расширили сферу охвата жанра, и к 2000-м годам слоукор имел определённое звучание, даже если ему по-прежнему не хватало очевидной категоризации. Такие исполнители, как Carissa’s Wierd, Jason Molina и Savoy Grand, включили его архетипическое звучание в свою музыку в начале 2000-х, в то время как другие, включая Hope Sandoval & the Warm Inventions, Grouper и Sun Kil Moon, были более экспериментальными, но оставались в рамках жанра. Из-за размытого определения обозреватели описали несколько других музыкантов и групп как слоукор, включая тех, кто не относится к этому жанру.

## Характеристики
Слоукор в значительной степени включает в себя стили и черты инди-рока и современной фолк-музыки. Инди-рок — это широкий поджанр рок-музыки, возникший в 1980-х годах и включающий в себя музыку, выпущенную независимо или через малобюджетные лейблы, которая, как правило, не привлекает широкую аудиторию. Аналогично, современный фолк относится к музыкальному стилю, представляющему традиционную фолк-музыку, но с современными (с 20-го века и далее) интерпретациями, в конечном итоге порождая поджанры, такие как фолк-рок и инди-фолк на более поздних этапах века, оба из которых в разной степени повлияли на слоукор. Наряду с этими основными влияниями, исполнители часто черпают вдохновение из множества других музыкальных жанров, включая альтернативный рок, американу, дрим-поп, построк, и шугейз. Дроун и эмбиент также упоминаются как схожие.
Не существует точной характеристики жанра, однако он обычно определяется медленным темпом и мрачным и атмосферным подходом как к написанию песен, так и к композиции. Инструментальная поддержка скудна, что контрастирует с жанрами, из которых произошел слоукор. Слоукор использует простые мелодии в течение длительного периода, чтобы вызвать грустные эмоции; Андреа Свенссон из Pitchfork написала, что жанр «мягко вытягивает [слушателя] из линейного времени». Хотя песни могут включать припевы, им часто не хватает интенсивных изменений в инструментах. Крис Брокау из Codeine шутливо заметил, что он мог бы «сыграть удар по малому барабану, пойти выпить и вернуться к ударной установке до следующего удара». В 1998 году SF Weekly написал, что «Самое лучшее в слоукоре […] заключается в том, что они требуют от слушателя внимания. Хуже всего в них то, что иногда вы засыпаете к третьей песне».
Тексты песен в слоукоре часто меланхоличны, а вокальное исполнение приглушено. Например, шведскую певицу Стину Норденстам описывают как исполнителя слоукора из-за её стиля пения «печально-красивый шепот маленькой девочки». Эмоции являются основным компонентом слоукора, а скудная инструментовка подчеркивает голос певицы. Стюарт Брейтуэйт, один из основателей известной построк-группы Mogwai, сказал: «Вы не собирались играть [слоукор] на вечеринках, но это было прекрасно: тексты простые и честные, музыкальность скудная».

### Сэдкор
Слоукор иногда называют «сэдкором», и многие журналисты и учёные считают эти неологизмы синонимами. Если их различать, то различия приписываются повышенной меланхолии в текстах песен в стиле сэдкор.
Категоризация сэдкор получила широкое распространение в начале 2000-х годов. Упоминания включают в себя The Washington Post, называющую Марка Эйтцеля, солиста American Music Club, «королем сэдкор поневоле» в 2002 году, и LA Weekly, называющую Чарлин Маршалл (сценическое имя Cat Power) «королевой сэдкор» в 2003 году. Рецензенты также использовали её мимоходом для таких альбомов, как Rollercoaster (1993) группы Red House Painters, Everybody Makes Mistakes (2002) группы Shearwater и бокс-сета A Lifetime of Temporary Relief (2004) группы Low. С тех пор Лана Дель Рей описывала свою собственную музыку как «голливудский сэдкор» в интервью Vogue в 2011 году. Музыку Фиби Бриджерс также называют сэдкором, но это описание ей не нравится: в интервью The New Zealand Herald в 2023 году она сказала: «Я ненавижу ярлык „грустная девушка“».

## Этимология
В музыке суффикс «-core» подразумевает сцену или стиль, происходящий от «hardcore». Американское диалектное общество описывает его в более общем плане как «продуктивный суффикс для эстетических тенденций». «Slow» относится к темпу музыки. То же самое применимо и к «sadcore», за исключением того, что «sad» относится к эмоциям текстов песен.
Нет определённого происхождения ярлыка «slowcore», за исключением соглашения между учеными о том, что его использование началось в 1990-х годах. Первое упоминание «slowcore» в Оксфордском словаре английского языка относится к 1991 году: книга Чака Эдди «Stairway to Hell: The 500 Best Heavy Metal Albums in the Universe». Другое утверждение о происхождении термина исходит от Алана Спархока из Low, группы, часто считающейся монументальной в развитии жанра. В интервью подкасту The Paper Crane Спархоук сказал, что его друг придумал термин «slowcore» в качестве шутки и что он с юмором упомянул его в одном из самых ранних шоу своей группы (около 1993 года). Он сказал, что после того, как он использовал его в интервью, популярность фразы возросла, как и освещение Low в СМИ.

### Критика
Журналисты окрестили этот жанр «slowcore», к большому огорчению музыкантов. «Это было оскорбление», — говорит Мэтт Кадане из Bedhead. «Мы никогда не считали медлительность сутью того, что мы делали».
Ярлык «slowcore» подвергся критике со стороны учёных и групп, которые назвали его уничижительным. Мэтт Кадане из Bedhead назвал его «оскорблением», а Джим Патнэм из Radar Bros. выступил против этого термина и неоднократно сообщал музыкальным журналистам, что его группа «не играет slowcore». Аналогичным образом, участники Low не любили этот ярлык: в 1998 году Спархок назвал его «безвкусным». Несмотря на это, термин становился всё более популярным, и в интервью Vice в 2018 году Спархок признал, что его группа оказала влияние на рост и успех slowcore.

## История

### Конец 1980-х: стилистические истоки

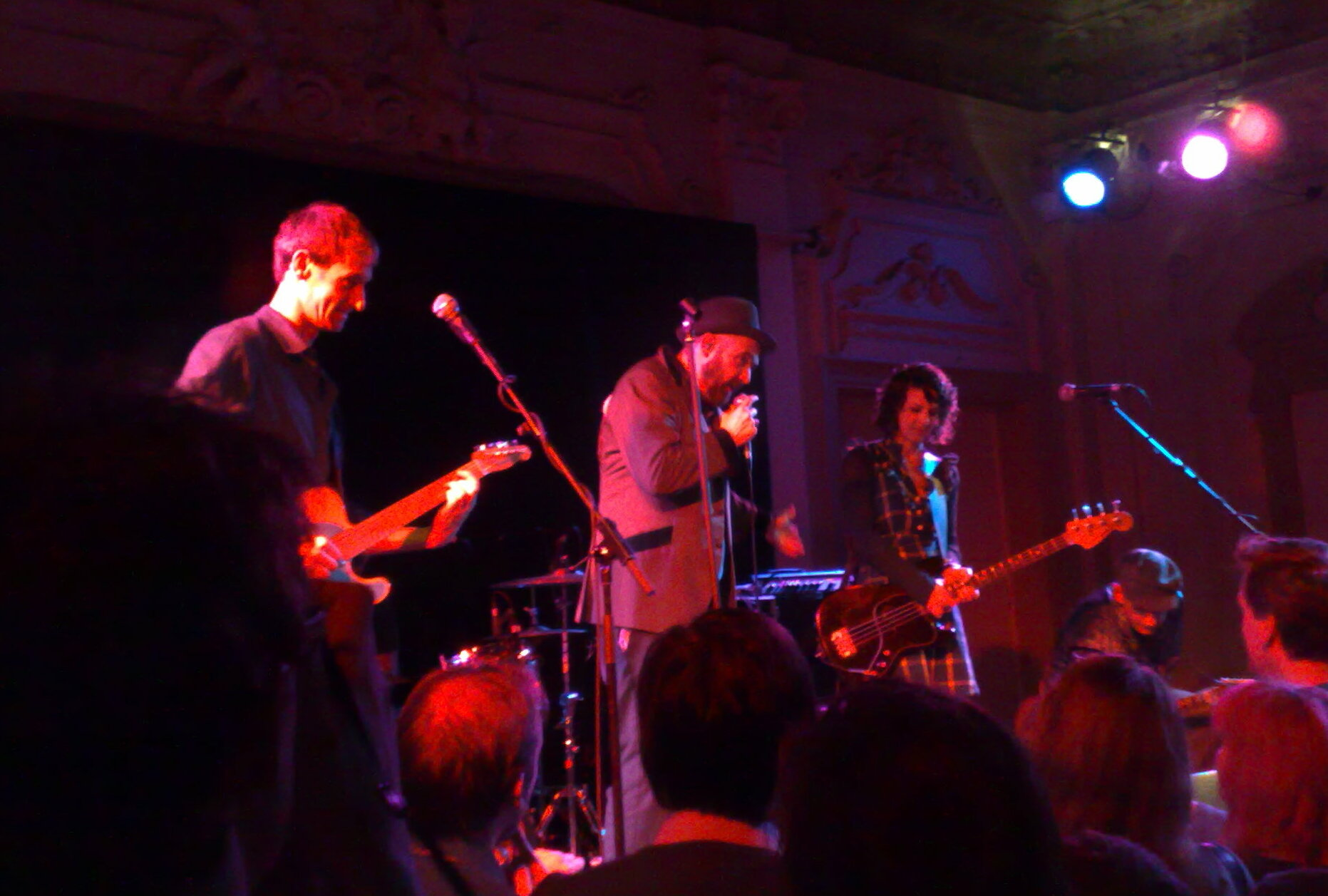
Выступление American Music Club в Bush Hall в 2008 году. Они считаются одной из первых групп, исполняющих слоукор.

Звук, который впоследствии стал известен как «слоукор», начал появляться в Соединённых Штатах в конце 1980-х и начале 1990-х годов как контрапункт быстрому росту более громких рок-жанров, особенно гранжа. Гранж соединил в себе элементы панк-рока и хеви-метала, создав сцену, которую Брюс Пэвитт, соучредитель звукозаписывающей компании Sub Pop, описал как «грубый вокал, ревущие усилители Marshall, ультра-распущенный гранж, который разрушил мораль поколения». Гранж в той форме, в которой он стал известен, появился в середине 1980-х годов в Сиэтле, штат Вашингтон, и его окрестностях, хотя, в отличие от гранжа, в ранние годы слоукор не имел определённой сцены или каких-либо географических точек.
American Music Club, родом из Сан-Франциско, Калифорния, считаются ранней группой слоукора. Выпустив свой дебютный альбом The Restless Stranger в 1985 году, музыка группы была медленной и с характеристиками, родственными таким жанрам, как фолк и авторская песня. Этот стиль был подхвачен другими группами того времени, такими как канадские Cowboy Junkies, которые создавали минималистское кантри и блюз, и в конечном итоге определили аспекты слоукора. В тот же период времени в Кембридже, Массачусетс, образовалась группа Galaxie 500, которая начала выпускать альбомы в стиле дрим-поп. Их второй альбом On Fire (1989) сильно повлиял на жанр, как и остальная их дискография, хотя их стиль дрим-поп не был полностью показательным для того, как будет развиваться слоукор. Несмотря на это, группу часто называют одним из ведущих предшественников слоукора. Эндрю Эрлз в своей книге 2014 года Gimme Indie Rock: 500 Essential American Underground Rock Albums 1981—1996 описал их как «прародителей» слоукора. Роберт Рубсам, пишущий для Bandcamp Daily, назвал Galaxie 500 «источником всего, что будет».
В 1980-х также появились другие группы, которые помогли определить форму слоукора, хотя многие из них не выпустили никакого материала до 1990-х. К ним относятся Codeine, Red House Painters, и Mazzy Star.

### 1990-е: пик роста и развития
Хотя многие группы, повлиявшие на концепцию слоукора, существовали до 1990-х годов, это десятилетие часто называют временем зарождения жанра, а также его расцвета. В течение этого периода количество групп и альбомов, связанных с жанром, значительно возросло, что определило его фундаментальное звучание и стиль.
В эти ранние годы жанр определялся группами, которые имели стиль минималистской и продолжительной инструментальной обработки с меланхоличным вокальным исполнением. Codeine, образованная в 1989 году, выпустила Frigid Stars LP в 1990 году, который включал в себя «мучительные тексты и усталые вокальные мелодии». Музыка Codeine привлекла внимание в последующие годы, и после выпуска мини-альбома Barely Real в 1992 году Toronto Star описала их как имеющих «уникальное „слоукор“ звучание». К The White Birch, их второму и последнему альбому 1994 года, Codeine закрепили себя как видную группу на сцене. Через два года после дебюта Codeine, Red House Painters, образованная в 1988 году, выпустила свой дебютный альбом: Down Colorful Hill (1992). Подобно другим группам на лейбле 4AD, этот альбом состоял из избранной горстки демо, которые были отполированы до их официального релиза. Альбом мрачен как по текстам, так и по композиции; Down Colorful Hill, наряду с их последующими альбомами Rollercoaster (1993) и Bridge (1993), были описаны как внушающие чувства «отчаяния, сожаления и общей тьмы». Эрлз утверждал, что Red House Painters были самой грустной группой в слоукоре в начале 1990-х.
Другой ранней группой была Bedhead, которая образовалась в 1991 году и выпустила WhatFunLifeWas, свой дебютный альбом, в 1994 году. Этот альбом состоял из мягкого вокала и динамичной инструментальной обработки, и группа выпустила ещё два студийных альбома, Beheaded (1996) и Transaction de Novo (1998), которые сохранили тот же медленный звук, что и их дебют, но отклонились в технике. После этого группа распалась и выпала из публичного обсуждения. Через год после образования Bedhead, Idaho, ещё одна известная группа в эти предварительные годы, образовалась и начала выпускать музыку в 1993 году после подписания контракта с Caroline Records. Как и Bedhead, они выпускали альбомы в стиле слоукор на протяжении всего десятилетия — их дебютным был Year After Year (1993); однако Idaho сохранялась и в следующем столетии.

#### 1994—1999: Усовершенствование архетипического звучания
Середина 1990-х годов была экспериментальным периодом в музыке по всей Северной Америке и Европе, с быстро появляющимися новыми микрожанрами. Другие группы, такие как Acetone, Slint и Swans, создавали медленные песни, которые, поначалу, казалось, относились к слоукору, но лучше подпадали под эти другие новые жанры. Эти элементы привели к тому, что слоукор стал нечетко определённым и запутанным жанром.
Low, родом из Дулута, штат Миннесота, в конечном итоге создали архетипичное звучание жанра. Сформированная в 1993 году Аланом Спархоуком и Мими Паркер, группа начала с экспериментов с медленной и тихой рок-музыкой и в декабре 1994 года выпустила свой дебютный альбом I Could Live in Hope. Этот альбом отличался от своих предшественников: хотя он сохранял стилистическое сходство с редкими инструментами других групп, его было сложнее отнести к другим связанным жанрам, таким как дрим-поп или шугейз. Благодаря этому уникальному звучанию Low провозглашают первопроходцами жанра; в своем обзоре альбома Trust (2002) Брэд Хейвуд из Pitchfork заявил, что I Could Live in Hope и Long Division (1995) «нарисовали план для слоукора, каким мы его знаем сегодня». Low продолжали выпускать альбомы в стиле слоукор на протяжении всего десятилетия и в начале 2000-х, после чего перешли к другим жанрам.
После Low появилось несколько групп. Среди них была Ida, состоящая из Элизабет Митчелл и Дэниела Литтлтона, которая выпустила свой дебютный альбом Tales of Brave Ida в 1994 году. За ним последовал I Know About You в 1996 году, который Рубсам считал «классикой» слоукора. Ida продолжала выпускать музыку в течение 1990-х и в конце 2000-х, а Heart Like a River 2005 года также часто отмечали как образцовый альбом слоукора. Bluetile Lounge, австралийская группа, выпустила свой дебютный альбом Lowercase через год после дебюта Ida, в 1995 году. Также в 1995 году Spain и Cat Power выпустили свои дебютные альбомы: The Blue Moods of Spain и Dear Sir соответственно. The For Carnation выпустили свой дебютный EP Fight Songs в том же году. Два года спустя вышел одноимённый дебютный альбом Radar Bros. Эти последние четыре группы были упомянуты Стиви Чик в качестве примеров того, как слоукор развивался после Low в статье для The Guardian. Она пишет в отношении первых трех: «жанр вырос, включив в себя блюзовые колыбельные Spain; гипнотическую интимность The For Carnation […]; [и] шепчущие признания ранних Cat Power». Она также ссылается на Rex, в состав которой входил Дуг Шарин из Codeine, как на ещё одну влиятельную группу. Примерно к 1996 году «слоукор» перестал быть исключительно эзотерическим словосочетанием; статья в The Sydney Morning Herald в мае шутила, что Spain, среди прочих, играла своего рода музыку, которую «новые тенденции каждую неделю называют слоукором».
Ближе к концу десятилетия Duster выпустили Stratosphere (1998). К этому моменту группа уже выпустила несколько EP, но не смогла завоевать заметную репутацию. Альбом был рассмотрен Pitchfork и другими журналами, и группа выпустила последний альбом Contemporary Movement (2000), прежде чем распалась в 2018 году. Несмотря на это, первоначальный культ Duster и последующее возрождение в конечном итоге сделали их одной из самых влиятельных групп в слоукоре.

### 2000-е и далее: Продолжение расширения
В то время как субкультуры вроде эмо и NYHC со временем становились все более узкими, [slowcore] начинался с определенного набора целей и расширялся вовне. Возможно, потому что slowcore всегда был больше о чувствах, чем о конкретном наборе звуковых параметров, он всегда был более открыт для интерпретации, чем некоторые из его собратьев по андеграунду.
Благодаря успеху нескольких групп в середине-конце 1990-х годов, звучание слоукора было концептуально установлено к началу 2000-х годов. Благодаря этому жанр продолжал расти с релизами как существующих, так и новых исполнителей. В эту эпоху группы также экспериментировали, объединяя звучание слоукора с другими жанрами.
В начале 2000-х несколько групп выпустили основные альбомы в стиле слоукор, включая Contemporary Movement (2000) группы Duster, Things We Lost in the Fire (2001) и Trust (2002) группы Low, а также Джейсон Молина с группой Songs: Ohia (позже названной Magnolia Electric Co.), выпустивший Ghost Tropic (2000), Didn’t It Rain (2002) и The Magnolia Electric Co. (2003). Наряду с этим, новые группы начали появляться в этом жанре. Carissa’s Wierd, образованные в 1995 году, ничего не выпускали до начала века, пока не появился Ugly But Honest: 1996—1999 (2000), а годом позже и You Should Be at Home Here (2001). За этими альбомами в 2002 году последовал Songs About Leaving, последний альбом группы. Этот последний релиз стал их самым заметным в плане слоукора. Несмотря на это, группа Carissa’s Wierd оставалась неизвестной на протяжении всего своего существования и распалась в 2003 году.
В то время как альбомы, типичные для слоукор-звучания середины-конца 1990-х годов, все ещё выпускались в 2000-х годах — например, альбомы Carissa’s Wierd и Low — некоторые группы экспериментировали с введением элементов слоукора в другие жанры. Например, в 2002 году несколько участников Red House Painters сформировали Sun Kil Moon. Ранее эксперты отмечали, что эта группа отошла от слоукор-звучания, присутствующего в релизах Red House Painters, и вместо этого выбрала фолк источником вдохновения. Несмотря на это, другие продолжали находить сходство между музыкой Sun Kil Moon и слоукором: статья 2009 года в The Sunday Times назвала April (2008) неотъемлемой записью слоукора. Как и Sun Kil Moon, Hope Sandoval & the Warm Inventions состояли из участников других групп. Хоуп Сандовал из Mazzy Star и Колм О’Сиосойг из My Bloody Valentine сформировали этот дуэт в 2001 году и вскоре после этого выпустили Bavarian Fruit Bread (2001). Альбом напоминал дрим-поп, учитывая предыдущую работу участников с другими группами, но все ещё был узнаваем как слоукор. Эта тенденция продолжилась и со вторым альбомом Through the Devil Softly (2009). К этому дрим-поп-звучанию вернулись Cigarettes After Sex в 2012 году с синглом «Nothing’s Gonna Hurt You Baby». Песня оставалась относительно незамеченной, пока не стала вирусной несколько лет спустя, после чего группа выпустила свой одноимённый дебютный альбом в 2017 году, описанный Pitchfork как «коллекция слоукора, [которая] граничит с эмбиентом».
Популярность слоукора возросла в начале 2020-х годов, отчасти благодаря тенденциям в социальных сетях. Такие песни, как «Constellations» группы Duster (из Stratosphere), использовались в качестве саундтрека к вирусным видеороликам для усиления эмоций. Также телевизионные программы использовали слоукор для аналогичного эффекта; в драматическом сериале Netflix «13 причин почему» прозвучала кавер-версия Codeine на песню Joy Division «Atmosphere». В совокупности это использование повысило общественный интерес к слоукору, и его вновь обретенный рост позволил обеим существующим группам, таким как Duster, получить всплеск успеха и позволил новым группам появиться на сцене. Рубсам перечислил Planning for Burial, Grouper, Kowloon Walled City и Worm Ouroboros в качестве примеров «пост-слоу» групп в своей временной шкале слоукора, категории, «отражающей расширение и углубление звучания». Чик заявил, что «влияние жанра тонкое, но всепроникающее» в современной музыке. Рецензенты описывают и называют релизы современных авторов-исполнителей слоукором, включая релизы Nicole Dollanganger, Этель Кейн, Daughter, и Snail Mail.

## Представители
Журнал Treblezine опубликовал список из 10 самых важных альбомов слоукора:
- Galaxie 500 – On Fire (1989)
- Codeine – Frigid Stars (1990)
- American Music Club – Mercury (1993)
- Seam[англ.] – Are You Driving Me Crazy? (1995)
- Idaho[англ.] – Three Sheets to the Wind (1996)
- Karate – Karate (1996)
- Cat Power – Moon Pix (1998)
- Low – Things We Lost in the Fire (2001)
- Songs: Ohia – Didn’t It Rain (2002)
- Nina Nastasia – Run to Ruin (2003)

### Книги
- Crystal, David. Words in Time and Place: Exploring Language Through the Historical Thesaurus of the Oxford English Dictionary. — Oxford University Press, 2014. — ISBN 9780199680474.
- Earles, Andrew. Gimme Indie Rock: 500 Essential American Underground Rock Albums 1981-1996. — Voyageur Press, 15 September 2014. — ISBN 9781627883795.
- Eddy, Chuck. Stairway to Hell: The 500 Best Heavy Metal Albums in the Universe. — 1st. — Harmony Books, 1991. — ISBN 9780517575413.
- Fox, Dominic. Cold World: The Aesthetics of Dejection and the Politics of Militant Dysphoria. — Hampshire, England : John Hunt Publishing, 2009. — ISBN 9781846942174.
- Grønstad, Asbjørn Skarsvåg. Rethinking Art and Visual Culture: The Poetics of Opacity. — Bergen, Norway : Palgrave Macmillan, 29 October 2020. — ISBN 9783030461768. — doi:10.1007/978-3-030-46176-8.
- Metzer, David. The Ballad in American Popular Music: From Elvis to Beyoncé. — Cambridge University Press, 21 September 2017. — ISBN 9781316676400. — doi:10.1017/9781316676400.
- Petrusich, Amanda. It Still Moves: Lost Songs, Lost Highways, and the Search for the Next American Music. — Faber & Faber, 26 August 2008. — ISBN 978-0-86547-950-0.
- R. Ferris, William. Folk Music and Modern Sound / William R. Ferris, Mary L. Hart. — University Press of Mississippi, 1 December 2010. — ISBN 9781617030994.
- Stewart, Allison. The New Rolling Stone Album Guide. — 4th. — Simon & Schuster, 2004. — ISBN 0-7432-0169-8.
- Sweers, Britta. Electric Folk: The Changing Face of English Traditional Music. — Oxford University Press, 13 January 2005. — ISBN 9780198038986.

### Журнальные статьи
- Arsel, Zeynep; Thompson, Craig J. (2011). Demythologizing Consumption Practices: How Consumers Protect Their Field-Dependent Identity Investments from Devaluing Marketplace Myths. Journal of Consumer Research. 37 (5): 791–806. doi:10.1086/656389. JSTOR 10.1086/656389.
- Rogers, Ian (2008). 'You've got to go to gigs to get gigs': Indie musicians, eclecticism and the Brisbane scene. Continuum. 22 (5): 639–649. doi:10.1080/10304310802311618. S2CID 144566463 — Taylor & Francis.

### Газетные статьи и выдержки из журналов
- Cairns, Dan (2001-05-27). Almost famous for 15 minutes. The Sunday Times. London, United Kingdom. ISSN 0319-0714 — Gale.
- Casimir, Jon (1996-05-30). Spain, a band on another planet. The Sydney Morning Herald. Sydney, New South Wales, Australia. ISSN 0312-6315. ProQuest 2527331742 — ProQuest.
- Clayton, Richard; Cairns, Dan; Nash, Rob; Edwards, Mark (2009-01-11). Your definitive guide to today's music scene. The Sunday Times. London, United Kingdom. p. 26. ISSN 0956-1382. ProQuest 316466056 — ProQuest.
- Dafoe, Chris (1988-07-20). Pop Notes: Future of Parachute Club is up in the air. The Globe and Mail. Toronto, Ontario, Canada. ISSN 0319-0714. ProQuest 385888341 — ProQuest.
- Griffin, John (1988-03-24). Little-known Junkies' remarkable LP a find. The Gazette. Montreal, Quebec, Canada. ISSN 0384-1294. ProQuest 431601921 — ProQuest.
- Punter, Jennie (1993-11-11). Codeine trio feeling no pain with unique 'slowcore' sound. Toronto Star. Toronto, Ontario, Canada. ISSN 0319-0781. ProQuest 436938278 — ProQuest.
- Schoemer, Karen (1989-02-01). American Music Club. Spin. Vol. 4, no. 11. New York City, New York, United States. pp. 66–67. ProQuest 1438700005 — ProQuest.